# Erice (Atez)
Erice (Eritzegoiti en euskera, oficialmente Eritzegoiti / Erice) es una localidad española y un concejo de la Comunidad Foral de Navarra perteneciente al municipio de Atez. 
Está situado en la Merindad de Pamplona, en la comarca de Ultzamaldea, y a 18 km de la capital de la comunidad, Pamplona. Su población en 2014 fue de 32 habitantes (INE), su superficie es de 3,154 km² y su densidad de población de 10,15 hab/km².
Dentro del concejo se encuentran los lugares habitados de Erice y Eguíllor.

## Geografía física

### Situación
La localidad de Erice está situada en la parte central del municipio de Atez a una altitud de 652 m s. n. m. Su término concejil tiene una superficie de 3,154 km² y limita al norte con los concejos de Beunza y Gorronz-Olano este último en el municipio de Ulzama ; al este con los de Aróstegui y Ciganda; al sur con el de Beorburu en el municipio de Juslapeña y el término de Eguaras y al oeste con Berasáin.
|                 | Norte: Beunza y Gorronz-Olano (Ulzama) |                           |
| Oeste: Berasáin |                                        | Este: Aróstegui y Ciganda |
|                 | Sur: Beorburu (Juslapeña) y Eguaras    |                           |

## Demografía

### Evolución de la población
| Gráfica de evolución demográfica de Erice entre 2000 y 2010 |
|                                                             |
| Datos según el nomenclátor publicado por el INE.            |

### Distribución de la población
El concejo se divide en las siguientes entidades de población, según el nomenclátor de población publicado por el INE (Instituto Nacional de Estadística). Los datos de población se refieren a 2014
| Entidad de Población | Población (2014) |
| -------------------- | ---------------- |
| Eguíllor             | 11               |
| Erice                | 21               |